# San Antonio (Vulkan)
Der San Antonio ist ein Vulkan des Typs Pyroklastischer Kegel auf der Kanarischen Insel La Palma. Er liegt 3,5 km nördlich deren Südspitze und am Rande der Ortschaft Los Canarios (bis 1678 Fuencaliente).
Ursprünglich hieß er Volcán Fuencaliente. 1677/78 brach er am Tag des heiligen Antonius aus und wurde in Volcán de San Antonio umbenannt. Er ist der zweit-südlichste Vulkan der Insel. Südlicher liegt nur der Teneguía, der 1971 ausgebrochen ist. Beide gehören zur etwa 14 km langen Vulkankette auf dem Bergrücken Cumbre Vieja, die bei der Verschiebung der vulkanischen Aktivität vom Norden der Insel in den Süden entstanden ist.
Der Vulkan liegt auf einer Höhe von 632 m ü. NN. An seiner Basis besitzt er einen Außendurchmesser von ca. 1 km. Sein ziemlich runder Krater ist etwa 150 Meter tief. Datierungen von Gestein des Vulkans und von ihn umgebenen Lava-Flüssen anderer Vulkane nach der C14-Methode haben ergeben, dass der Vulkan mehr als 3000 Jahre alt ist. Der Krater ist nach dieser Datierung bei einer phreatomagmatischen Explosion vor ca. 3200 Jahren entstanden.
Der Zugang zum zur Hälfte begehbaren Vulkanrand ist vom Besucherzentrum (erreichbar direkt mit dem Auto von Los Canarios aus oder über die Wanderroute Ruta de los Volcanes) aus möglich.

## Ausbrüche

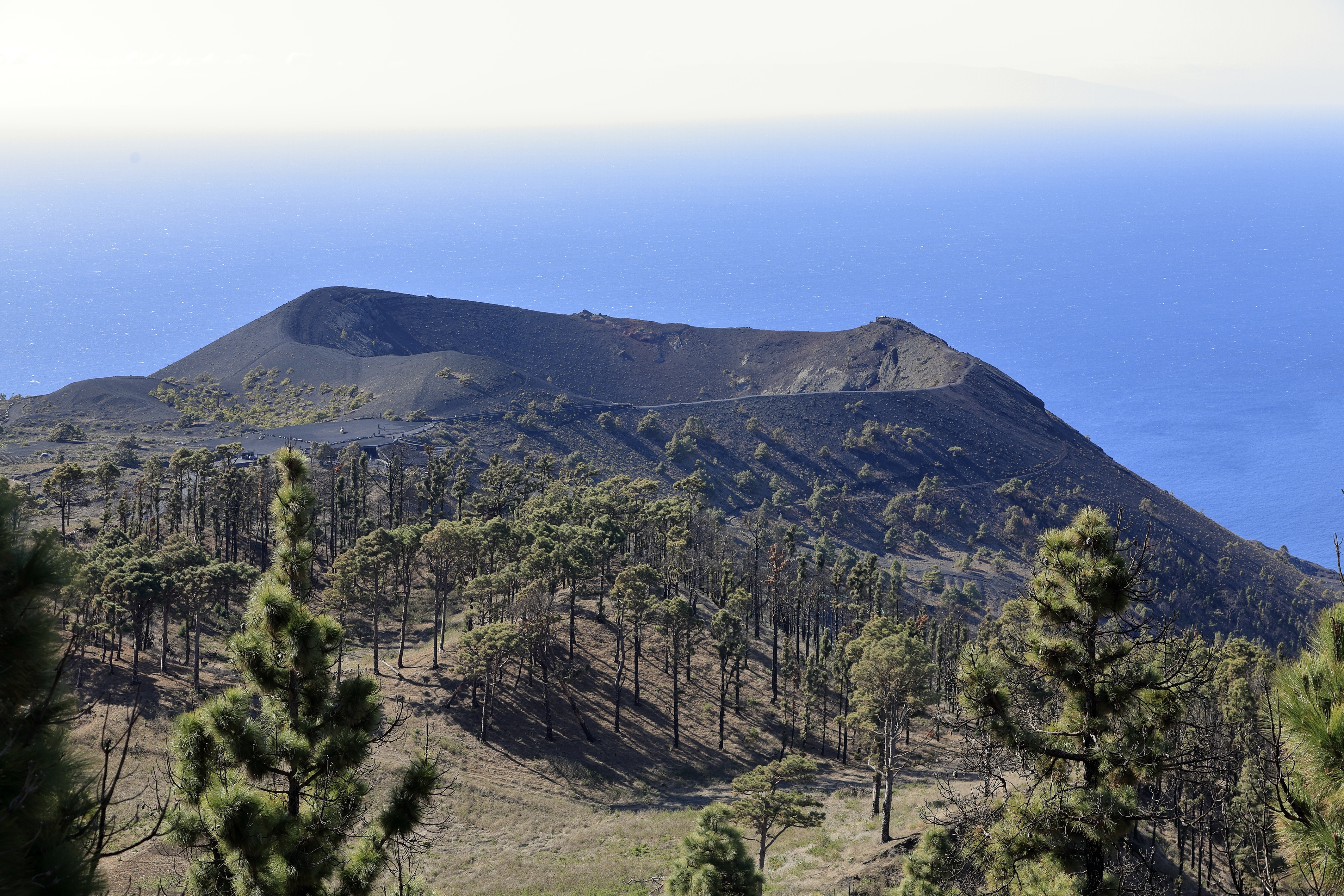
Der Vulkan San Antonio von Los Canarios aus gesehen

Neben der vermutlich ca. 1200 v. Chr. stattgefunden großen phreatomagmatischen Explosion gibt es nur einen weiteren belegten Ausbruch des San Antonios. Dieser fand nach mündlichen Berichten zwischen dem 17. November 1677 und dem 21. Januar 1678 statt. Die strombolische Eruption dauerte 66 Tage. Bei der dabei freigesetzten Lava handelt es sich um basaltische Lava. Der eigentliche Ausbruch fand nicht im Hauptkrater, sondern an vier verschiedenen Stellen an den Flanken des Vulkans statt. Die dabei austretende Lava floss in sieben Lavaströmen bis ins Meer und bildete dort eine große neue Landfläche. Diesem Ausbruch waren einige Tage vorher einige Erdbeben vorausgegangen. Dann öffneten sich die Spalten auf dem Rand, aus denen zu Anfang nur Gase austraten, Lava erst später. Nach drei Explosionen, die sich um den 22. November an der obersten Spalte ereigneten, begann die Lavaausfluss an den unteren Spalten zu versiegen. Am nächsten Tag entstanden dort neue Spalten mit erneutem Lavaausfluss. Durch den Ausbruch wurde die heilige Quelle Fuente Santa, die auch ursprünglicher Namensgeber der Ortschaft und des Vulkans war, verschüttet. Daraufhin wurde auch der Name der Ortschaft von Fuencaliente in Los Canarios geändert. Heute sind beide Bezeichnungen gebräuchlich. Die Lava des Teneguía überdeckt heute zum Teil die Lavafelder des San Antonio.

## Besucherzentrum

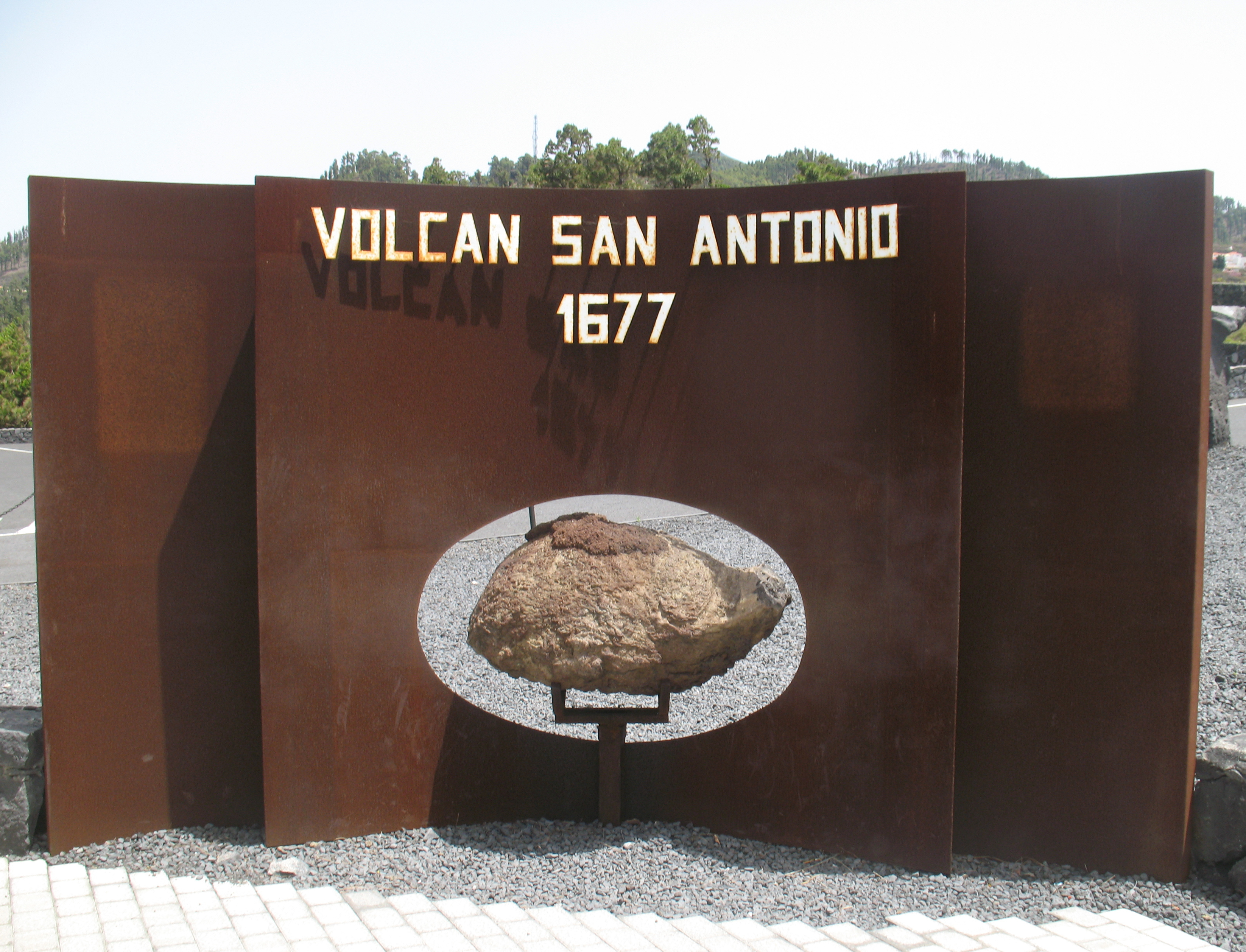
Schild im Besucherzentrum

Das Besucherzentrum kann bequem mit dem Auto erreicht werden. Dafür folgt man ab Los Canarios / Fuencaliente der LP 209 oder zu Fuß der Wanderroute Ruta de los Volcanes. Für den Besuch des Zentrums wird ein Eintrittsgeld erhoben, das auch die Parkgebühren beinhaltet. Das Besucherzentrum beherbergt eine Ausstellung mit Exponaten und Informationen zum Ausbruch von 1677 und der Entstehung des San Antonio. Daneben wird in einem Kinosaal ein Film über La Palma abwechselnd in fünf Sprachen gezeigt. Ebenso gibt es Informationen und Filmaufnahmen zum Ausbruch des Teneguía 1971. Das im Zentrum befindliche Café bietet kleine Speisen und Getränke an. Zudem gibt es im Außenbereich Bänke und Tische zum Picknicken. Ein kleines Highlight stellt der Erdbebensimulator im Außenbereich des Zentrums dar. Es handelt sich dabei um eine kleine, mit Steinen bedeckte Plattform. Betritt man sie, wird die Platte in Schwingungen versetzt, die einem Erdbeben der Stärke 6,5 entsprechen. Der Erdbebensimulator wurde anlässlich des 42. Jahrestages des Ausbruches des Teneguía am 26. Oktober 2013 eingeweiht.

## Aktuelle vulkanische und seismische Aktivitäten in der Region der Cumbre Vieja
Ab Oktober 2017 kam es immer wieder zu kleineren Schwarmbeben unter der Cumbre Vieja, die sich im Februar 2018 wieder verstärkten. Die Beben ereigneten sich in einer Tiefe zwischen 20 und 30 km und hatten eine Stärke zwischen 1,1 und 2,7 auf der Richterskala. Die drei Erdstöße vom Juli 2018 ereigneten sich dagegen in einer Tiefe von knapp 5 km. Insgesamt ließen die Beben aber keinen unmittelbar bevorstehenden Ausbruch erwarten.
Ab dem 12. September 2021 kam es erneut zu Schwarmbeben unter der Cumbre Vieja. Bis zum 16. September 2021 waren mehr als 4200 solcher Beben in einer Tiefe von ca. 8 bis 10 km registriert worden. Innerhalb von drei Tagen wurde so viel Energie freigesetzt, wie über Wochen vor dem Unterwasserausbruch vor der Nachbarinsel El Hierro im Jahr 2011 freigesetzt wurde. Dabei verstärkten sich die Aktivitäten. Die zuständige Expertengruppe ging davon aus, dass sich dort Magma in 8 bis 10 km Tiefe in Bewegung befindet. Kurzfristige Aussagen über einen bevorstehenden Ausbruch konnten aber nicht getroffen werden, ein solcher sei aber in den nächsten Wochen durchaus möglich, es könnten allerdings auch noch Monate oder Jahre vergehen. José Blanco, Direktor des Nationalen Geographischen Instituts (IGN), wies darauf hin, dass es auch zu stärkeren Erdbeben kommen könne. Vorsorglich verhängten die Behörden am Dienstag, den 13. September 2021 die Warnstufe GELB für die Ortschaften Fuencaliente, El Paso, Los Llanos de Aridane und Mazo. Diese stellt die zweithöchste Warnstufe auf La Palma dar. Am Sonntag, den 19. September 2021, kam es um 15:12 Uhr Ortszeit (16:12 Uhr MESZ) zu heftigen Explosionen in einem unbewohnten Gebiet der Gemeinde El Paso. Aus mindestens vier Schloten traten Asche und Rauchwolken aus. Im Anschluss folgte der Auswurf von Gesteinsbrocken und Lava. Bereits einige Stunden zuvor war ein Erdbeben der Stärke 3,8 registriert worden. In den nächsten vier Wochen entstand ein für die dortigen Anwohner folgenreicher, d. h. zerstörender Vulkanausbruch.

## Heilige QuelleFuente Santa

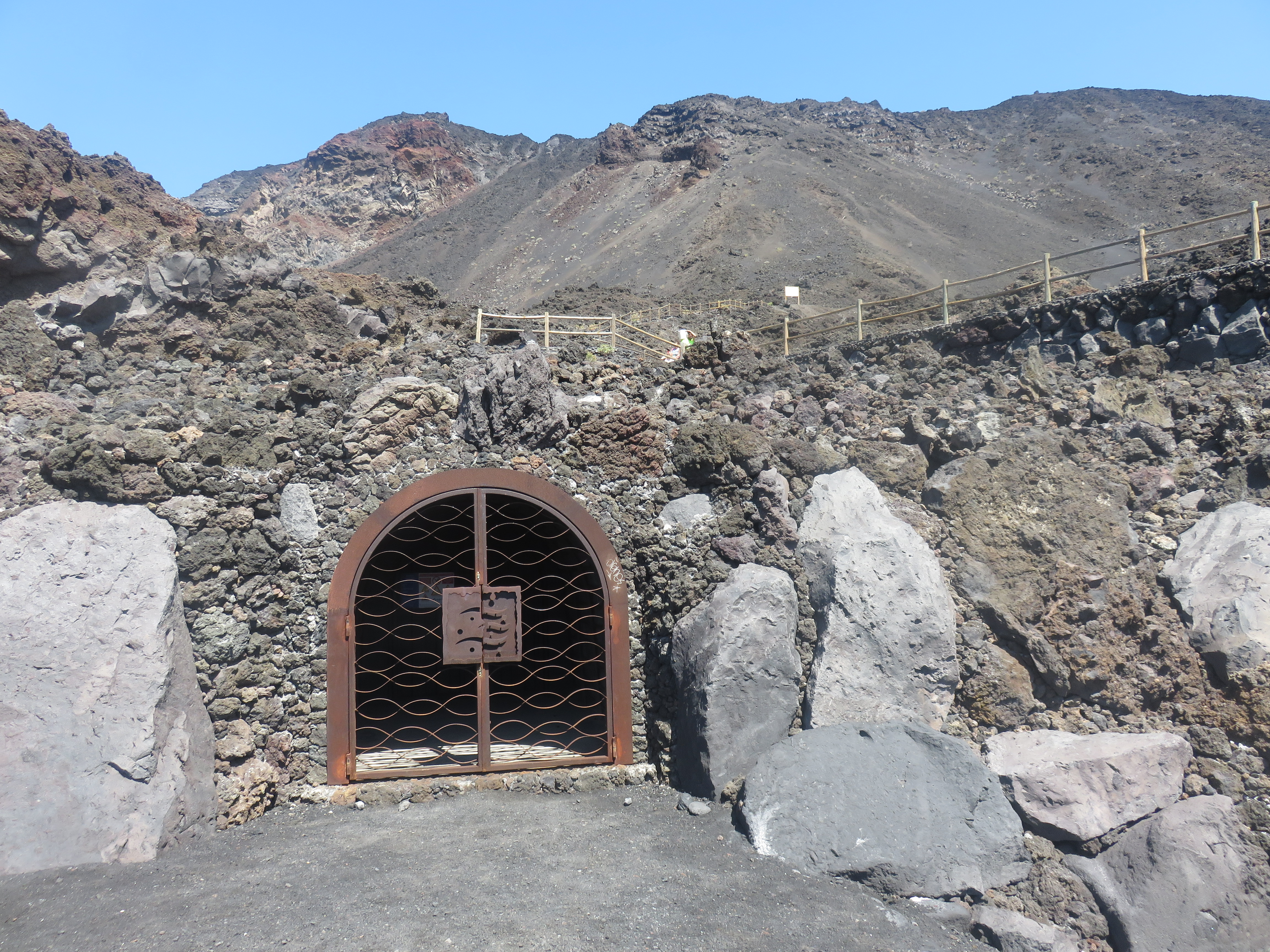
Tunneleingang zur Fuente Santa

Bei der Fuenta Santa (Karte) handelt es sich um eine heiße Quelle, deren Wasser schon im 16. und 17. Jahrhundert zur Heilung verschiedener Krankheiten genutzt wurde. Ursprünglich hieß die Quelle Fuente Caliente, wovon sich auch der ursprüngliche Name Fuencaliente von Los Canarios ableitet. Auf Grund der Heilkraft, die dem Wasser nachgesagt wird, wurde sie in Fuenta Santa umbenannt. Beim Ausbruch des San Antonio 1677 wurde sie komplett verschüttet. Obwohl über die Jahrhunderte immer nach ihr gesucht wurde, wurde sie erst 2005 bei Grabungsarbeiten in einer Tiefe von ca. 187 Metern wiederentdeckt. 2007 war die Quelle zum ersten und einzigen Mal der Öffentlichkeit für vier Tage zugänglich. Seither laufen Bemühungen, hier ein Thermalbad zu bauen. Bis heute allerdings ist nichts weiter passiert. Anhaltende Streitigkeiten zwischen der Gemeinde und der Regierung über Finanzierung und Gewinn verhindern den Bau des Thermalbades. Die bisher aufwendig rekonstruierte Quelle mit den im Stollen liegenden Becken ist dadurch für die Öffentlichkeit nicht zugänglich. Einzig in ein kleines Becken außerhalb wird heißes Wasser aus der Quelle geleitet.

## Weitere Sehenswürdigkeiten in der Umgebung
- Die Salinen von Fuencaliente
- Leuchtturm Faro de Fuencaliente mit dem Informationszentrum des Meeresschutzgebiets der Insel La Palma (Centro de Interpretación de la Reserva de La Palma)